# Słowianka-Hütte
Die Słowianka-Hütte (polnisch Górska stacja turystyczna „Słowianka”) liegt auf einer Höhe von 856 Metern in den Saybuscher Beskiden unterhalb des Berges Romanka. Das Gebiet gehört zur Gemeinde Ujsoły. Die Hütte liegt auf dem Beskidenhauptwanderweg und einer Langlaufloipe. Sie ist nach der Alm Hala Słowianka benannt, auf der sie sich befindet.

## Touren
Gipfel in der näheren Umgebung der Hütte sind:
- Romanka (1366 m)
- Rysianka (1322 m)